# Satto
Satto (察度) (c. 1320 - 1395), également appelé Chadu, est un roi de Chūzan, un des trois anciens royaumes de l'île d'Okinawa. Son règne est marqué par l'expansion et le développement des relations commerciales de Chūzan avec d'autres États, et le début des relations tributaires d'Okinawa avec la Chine de la dynastie Ming, relations qui se poursuivent pendant environ cinq cents ans, presque jusqu'à la chute de la dynastie Qing.

## Règne
Satto est gouverneur du district d'Urasoe, qui entoure et inclut la capitale de Chūzan. À la mort du roi Seii en 1350, Satto s'empare du trône. Sa propre lignée, ou dynastie, cependant, ne se prolonge pas au-delà de son fils, Bunei, qui est évincé en 1405.
Des envoyés chinois arrivent à Chūzan en 1372 et demandent la reconnaissance de la suprématie culturelle chinoise ainsi que l'envoi par Okinawa de représentants à Nankin. Satto donne suite à ces demandes sans hésitation, car cela lui accorde une licence formelle de commercer avec la nation la plus puissante de la région. Il envoie son frère cadet Taiki (泰 期) à Nankin en 1374, en tant que chef d'une mission de soumission officielle à la Chine, et entre dans des relations commerciales et d'hommage. L'empereur Ming Hongwu divertit la mission des Ryūkyū, accepte ses cadeaux, et la renvoie avec divers cadeaux en provenance de Chine, dont un sceau royal, qui sert comme symbole de l'investiture. Un fonctionnaire chinois accompagne la mission à son retour, et représente la cour impériale en confirmant officiellement Satto comme roi d'Okinawa. Bien Okinawa n'a jamais été conquise ou annexée par la Chine, cette coutume d'investiture, de confirmation formelle du roi aux yeux de la cour de Chine, se poursuit dans le cadre des relations tributaires jusqu'au démantèlement du royaume de Ryūkyū cinq siècles plus tard. Il y a au moins neuf missions d'hommage en Chine au cours des vingt années qui suivent, trois d'entre elles emmenées par Taiki.
Des relations diplomatiques et commerciales sont également établies avec un certain nombre d'autres États pendant le règne de Satto, y compris le royaume de Corée et le royaume d'Ayutthaya de Thaïlande. Le commerce se développe entre ces royaumes, ainsi qu'avec la Chine et le Japon, en passant par un certain nombre de petites îles qui servent d'étapes intermédiaires. Tanegashima, par exemple, est utilisé comme un point de transfert et d'approvisionnement pour les commerçants en partance pour les îles principales du Japon et la mer intérieure. Miyakojima et les îles Yaeyama, petites îles au sud d'Okinawa dans la chaîne des îles Ryūkyū, font partie de celles qui envoient des hommages à Chūzan.
Satto établit également la communauté immigrante chinoise de Kume en 1392, non loin de la capitale Shuri. Ces Chinois, au cours des décennies et des siècles qui suivent, se marient avec les Ryukyuiens natifs. Kume se transforme en un centre d'études chinoises, et ses habitants chinois et leurs descendants servent le royaume en tant que diplomates, interprètes et rôles associés.
Un autre développement important introduit par Satto est la création du poste de Ō-sho (王相), « assistant du roi ». Bien que le pouvoir monarchique direct reste important et puissant à Okinawa pendant au moins quelques générations, cette innovation marque le début d'une bureaucratie qui peu à peu remplace l'administration directe du roi, bureaucratie qui rédige et met en œuvre la politique en son nom.
Son fils Bunei succède à Satto qui meurt en 1395. Des missions envoyées à Nankin annoncent la mort du roi, et demandent formellement l'investiture de son successeur. Le « miroir de Chūzan », histoire des Ryūkyū écrite par Shō Shōken dans les années 1650, cite la mort de Satto comme un exemple de tentō (天道), concept étroitement lié au mandat du ciel confucéen. Bien qu'il décrive Satto comme un bon roi dans l'ensemble, Shō l'accuse de céder aux tentations de luxe et de perdre le degré approprié d'humilité: ainsi, explique Shō, Satto est guidé par le tento de toucher un serpent venimeux dans son sommeil et d'en être tué.

## Source de la traduction
- (en) Cet article est partiellement ou en totalité issu de l’article de Wikipédia en anglais intitulé « Satto » (voir la liste des auteurs).